# Proyecto Venus
El Proyecto Venus es una organización fundada por los estadounidenses Jacque Fresco y Roxanne Meadows. Registrada como The Venus Project Inc. y como asociación sin ánimo de lucro Future by Design Inc. en el estado de Florida, EE.UU.
Pretende eliminar la guerra, la pobreza, la política, recuperar el medio ambiente y su biodiversidad, afrontando los problemas mundiales mediante un diseño global holístico-sistémico que permite alcanzar una civilización mundial que respete la capacidad de carga del planeta y supere el sistema económico monetario de mercado basado en la escasez, ofreciendo una educación relevante, declarando los recursos de la Tierra como patrimonio común de todos sus habitantes y aplicando el método científico directamente a la consecución de estos objetivos a través de la automatización progresiva de producción, distribución y reciclaje de los recursos, creando libre acceso a los bienes y servicios necesarios para la vida y aumentando significativamente su calidad para toda la especie humana.
Debe su nombre al hecho de que su centro de investigación de 8.69 hectáreas está localizado en Venus (Florida).

## Inicios

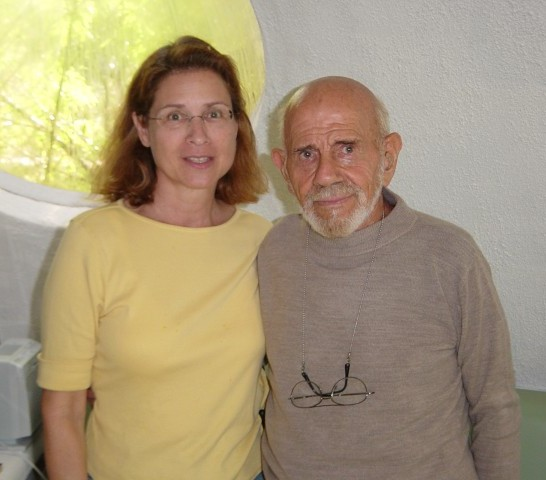
Jacque Fresco y Roxanne Meadows

Las ideas que inspiraron a su fundador en la realización de este proyecto se deben a experiencias personales en el periodo de la gran depresión de Estados Unidos hasta los términos de la Segunda Guerra Mundial. Las primeras ideas y diseños de este autodidacta fueron realizados en los años cincuenta  después de un periodo de tiempo, en los años setenta presenta Sociocyberneering que es el antecedente inmediato de este proyecto y dos publicaciones literarias que definen y explican los conceptos técnicos de sus ideas y diseños desde la educación, el transporte, fuentes de energía limpia, sistemas de producción y distribución hasta completos sistemas urbanos completamente sostenibles y automatizados.

## Difusión
TVP alcanzó su mayor difusión con los documentales del Movimiento Zeitgeist titulados Addendum (2008) y Moving Forward (2011), que cuenta con más de 22 millones de visitas en YouTube en primavera de 2014. Actualmente TVP no reconoce al Movimiento Zeitgeist como su representante.
En 2016 The Venus Project lanzó la película documental, "La elección es nuestra" ("The Choice Is Ours" en inglés). Dirigida y producida por Roxanne Meadows y Joe Holt y con un número de visualizaciones en YouTube de casi 1.5 millones y traducido en 28 idiomas, la película es la herramienta de difusión de las ideas y conceptos del proyecto en que se apoya esta organización. Cuentan con otro documental propio anterior llamado "Paradise or Oblivion".
También participaron en el documental "Future By Design" de William Gazecki, ganador de múltiples premios como el del mejor documental en la Australian International Film Festival 2006,, en el documental "The Reality Of Me" (TROM) del 2011 , y en la película "Future My Love" dirigida por Maja Borg,. Ha tenido participación en diferentes medios públicos, como Fox News en Estados Unidos y RT entre otros, en España en TVE y en Antena 3 Noticias. En el evento TEDx Ojai en febrero de 2012 por motivo de la presentación de "TED Prize 2012 City 2.0" Homenaje en el evento "Sustainatopia Honors 2012".

## Desarrollo
El fundador, Jacque Fresco, invirtió más de 70 años en experimentos y en el desarrollo de una estrategia y metodología de trabajo para realizar la transición del sistema de mercado/monetario al sistema de Economía Basada en Recursos ó Economía Basada en Recursos (EBR). El plan está conformado de 3 fases que incluyen 18 objetivos y propuestas. Cuenta con voluntarios de todo el mundo que las apoyan, y contribuyen a su difusión y se organizan en diferentes equipos de trabajo, tanto locales como de forma internacional, compuestos por equipos de ingeniería, diseño, música, programación, difusión, recursos humanos, entre otros.